# Yoshiyuki Matsuyama
Yoshiyuki Matsuyama (Kyoto, 31 luglio 1966) è un ex calciatore giapponese, di ruolo centrocampista.